# Cydalima pfeifferae
Cydalima pfeifferae là một loài bướm đêm trong họ Crambidae. Chúng được Julius Lederer mô tả năm 1863. Loài này được tìm thấy ở Ấn Độ (Sikkim, Andaman), Burma, Singapore, Indonesia (Sumatra, Borneo), Đài Loan và Australia.